# Wolfgang Mommsen
 Der er for få eller ingen kildehenvisninger i denne artikel, hvilket er et problem. Du kan hjælpe ved at angive troværdige kilder til de påstande, som fremføres i artiklen.

Wolfgang Justin Mommsen (5. november 1930 i Marburg – 11. august 2004 i Bansin) var en indflydelsesrig tysk historiker. Han var efterkommer af den berømte oldtidshistoriker Theodor Mommsen, søn af historikeren Wilhelm Mommsen og tvillingebror til Hans Mommsen, en af de mest betydende samtidshistorikere i Tyskland.
Hans forskning har centreret sig omkring den tyske sociolog Max Weber, men hans værker har også beskæftiget sig med imperialismen, tiden omkring koloniseringen samt det tyske riges og Storbritanniens historie.